# MeriStation
MeriStation est un site web espagnol spécialisé dans le jeu vidéo, lancé en 1997. Il appartient au groupe de presse espagnol Prisa, duquel il est un des sites de référence.

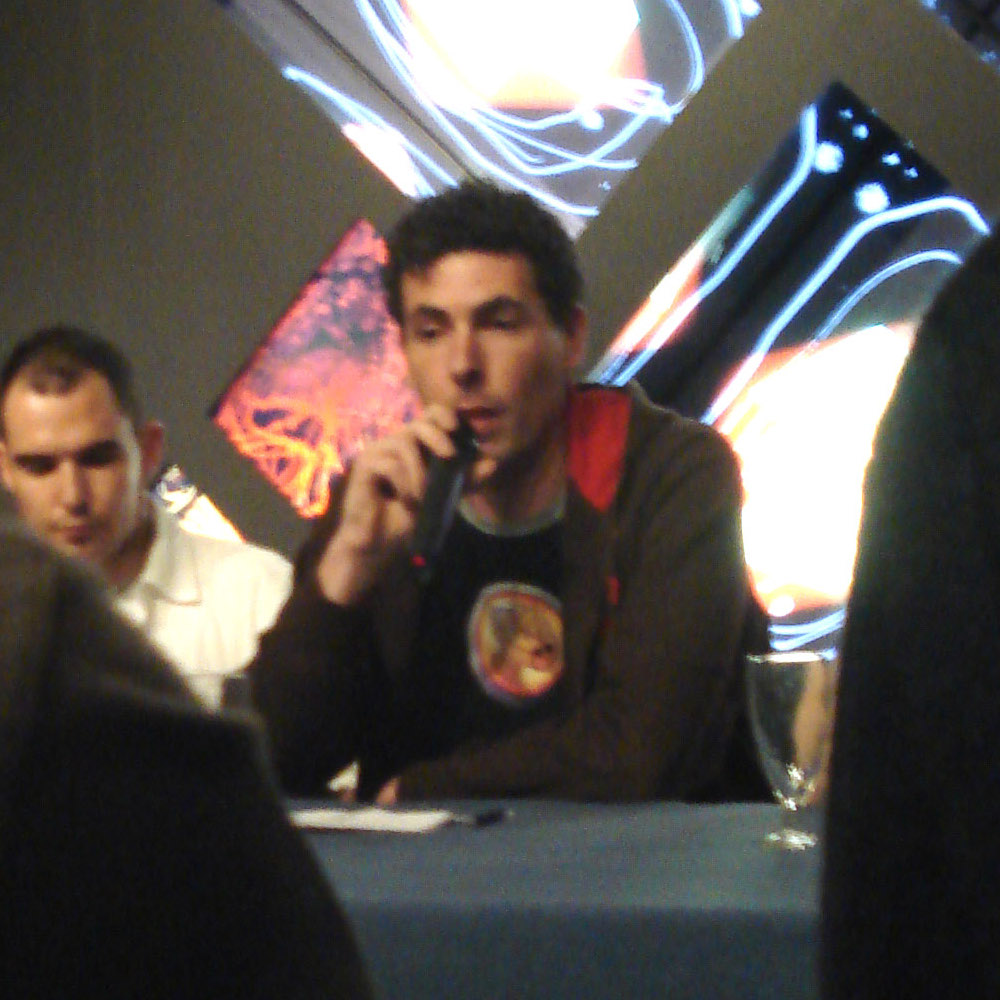
Pep Sánchez, créateur du site MeriStation.

## Historique et contenu
MeriStation est lancé en 1997 par Pep Sánchez, ainsi que plusieurs de ses amis avec lesquels il partage la passion des jeux vidéo.
En 2012, le site enregistre 2 602 000 utilisateurs uniques par mois, et est le premier site espagnol quant au trafic. La même année, le site passe un partenariat avec Microsoft, pour apparaître en page d'accueil du site MSN. En 2013, le site lance sa propre application mobile, permettant un accès facilité aux articles du site. Le site propose également des tribunes de personnalités du jeu vidéo, ainsi que des dossiers détaillés sur différents sujets.
En plus des actualités vidéoludiques, MeriStation propose également des tests de jeux vidéo récents.